# Callithomia infuscata
Callithomia infuscata är en fjärilsart som beskrevs av Richard Haensch 1909. Callithomia infuscata ingår i släktet Callithomia och familjen praktfjärilar. Inga underarter finns listade i Catalogue of Life.